# Almanbet Matubraimov
Almanbet Matubraimov (Kosater, 1952. augusztus 5. – ) kirgiz mérnök, politikus, 1993 decemberében alig néhány napig Kirgizisztán negyedik miniszterelnöke. 1993. december 13-án váltotta fel a kormányfői poszton a lemondásra kényszerült Turszunbek Csingisevet. 1995 és 1997 között képviselő volt a kirgiz parlamentben.
1973-ban végzett gyártástechnológus mérnökként a Taskenti Könnyű- és Textilipari Főiskolán.
Egy korrupciós ügy miatt néhány nappal kinevezése után, még eskületétele előtt „eltűnt” a kormányfői posztról.
2006 óta Kirgizisztánt képviseli az Eurázsiai Gazdasági Közösségben (EurAsEC).

## Fordítás
- Ez a szócikk részben vagy egészben  az   Almanbet Matubraimov című angol Wikipédia-szócikk ezen változatának fordításán alapul.  Az eredeti cikk szerkesztőit annak laptörténete sorolja fel. Ez a jelzés csupán a megfogalmazás eredetét és a szerzői jogokat jelzi, nem szolgál a cikkben szereplő információk forrásmegjelöléseként.